# فینال جام حذفی فوتبال انگلستان ۱۹۲۷
فینال جام حذفی فوتبال انگلستان ۱۹۲۷، رقابت پایانی جام حذفی فوتبال انگلستان در سال ۱۹۲۷ میلادی است که مابین دو تیم باشگاه فوتبال کاردیف سیتی و باشگاه فوتبال آرسنال در ورزشگاه ومبلی لندن برگزار شده‌است.
این مسابقه که در تاریخ ۲۳ آوریل ۱۹۲۷ انجام شده‌است با نتیجه ۱ بر ۰ به سود تیم باشگاه فوتبال کاردیف سیتی به پایان رسید.